# Tropicana Field
El Tropicana Field es un estadio cubierto situado en San Petersburgo, Florida, Estados Unidos, inaugurado en 1990. Allí juegan los Tampa Bay Rays de la Major League Baseball desde su debut en la temporada 1998.
El estadio se construyó con el nombre Florida Suncoast Dome a un costo de 130 millones de dólares, con el objetivo de instalar un equipo de Grandes Ligas a la ciudad. Esto se demoró varios años, durante los cuales fracasaron intentos de obtener una franquicia nueva, así como reubicar a los Chicago White Sox y los San Francisco Giants. En tanto, fue sede de la final de la Copa Davis 1990, mientras que los Tampa Bay Storm de la Arena Football League jugaron allí desde 1991 hasta 1996, y el Tampa Bay Lightning de la National Hockey League lo hizo desde 1993 hasta 1996. En referencia a este último equipo, el nombre del estadio se cambió a Thunderdome en 1993.
Finalmente, los Tampa Bay Devil Rays comenzaron a jugar en el Tropicana Field en 1998, lo que requirió una remodelación que costó 70 millones de dólares. En octubre de 1996, Tropicana Products, una compañía de jugo de frutas con base en las cercanías de Bradenton, Florida, firmó un contrato de derechos de denominación por 30 años.
Desde que los Minnesota Twins dejaron de jugar en el Hubert H. Humphrey Metrodome para la temporada 2010, el Tropicana Field es el único estado de las Grandes Ligas de Béisbol con techo fijo. La entrada al estadio cuenta con un mosaico de 1 849 091 piezas de una pulgada de lado, con una longitud de 270 metros.
Originalmente la superficie del campo de juego era AstroTurf, pero en 2000 pasó a ser FieldTurf. Para la temporada 2006, en el center field se instaló una pecera de 10 000 galones (37 850 litros), habitado por tres especies de rayas, a las que los espectadores pueden acercarse a tocar. Seis jugadores han anotado un cuadrangular lanzando la pelota dentro de la pecera.
El estadio albergó el Final Four del Campeonato de la División I de Baloncesto Masculino de la NCAA de 1999. Debido al huracán Harvey de 2017, los Houston Astros jugaron una serie ante los Texas Rangers en el Tropicana Field.
También se juegan allí partido de postemporada de fútbol americano universitario: el St. Petersburg Bowl desde 2008, y el East-West Shrine Game desde 2012.
El Tropicana Field también ha albergado conciertos de David Bowie, Janet Jackson, AC/DC, Van Halen, Depeche Mode, Kiss, Creed, Kid Rock, Metallica, Black Sabbath, Slipknot, Linkin Park, Mudvayne, Marilyn Manson, Backstreet Boys, ZZ Top, Avril Lavigne.
El recinto albergará el evento premium en vivo de WWE, Royal Rumble 2024.